# غرغونيات
الغرغونيات (الاسم العلمي: Gorgoniidae)، فصيلة من رتبة مرجانيات رخوة. تقريبًا جميع الأجناس والأنواع هي أصلية في السواحل الشرقية والغربية لأمريكا.